# Syberia (województwo łódzkie)
Syberia – wieś w Polsce położona w województwie łódzkim, w powiecie brzezińskim, w gminie Brzeziny.
W Słowniku Geograficznym Królestwa Polskiego i innych krajów słowiańskich tom XI strona 732, z roku 1890 można przeczytać: 
Syberya, wieś, folwark i osada karczmarska, powiat brzeziny, gmina Mroga Dolna, parafia Kołacinek; wieś ma 14 domów, 100 mieszkańców, 167 mórg; folwark 1 dom, 7 mieszkańców, 82 morgi; [osada] karczmarska 1 dom, 5 mieszkańców. W 1827 r. 14 domów, 85 mieszkańców. Folwark Syberya wchodzi w skład dóbr Kołacin.
W latach 1975–1998 miejscowość położona była w województwie skierniewickim.